# Дуран, Пабло
Пабло Дуран Фернандес (исп. Pablo Durán Fernández; род. 25 мая 2001, Томиньо, Галисия) — испанский футболист, нападающий клуба «Сельта».

## Клубная карьера
Дуран — воспитанник клуба «Томиньо». В 2020 году он подписал контракт с «Порриньо Индустриаль» и своём дебютном сезоне забил 9 мячей в 10 матчах. В 2021 году Дуран перешёл в «Компостелу». 5 сентября в матче против «Понтеведра» он дебютировал во Втором дивизионе Испании. В это же поединке Пабло забил свой первый гол за «Компостелу». В 2022 году Дуран подписал контракт с клубом «Сельта», где начал выступать за дублирующий состав. 29 октября в матче против «Альмерии» он дебютировал в Ла Лиге.